# 1536-й тяжёлый самоходно-артиллерийский полк

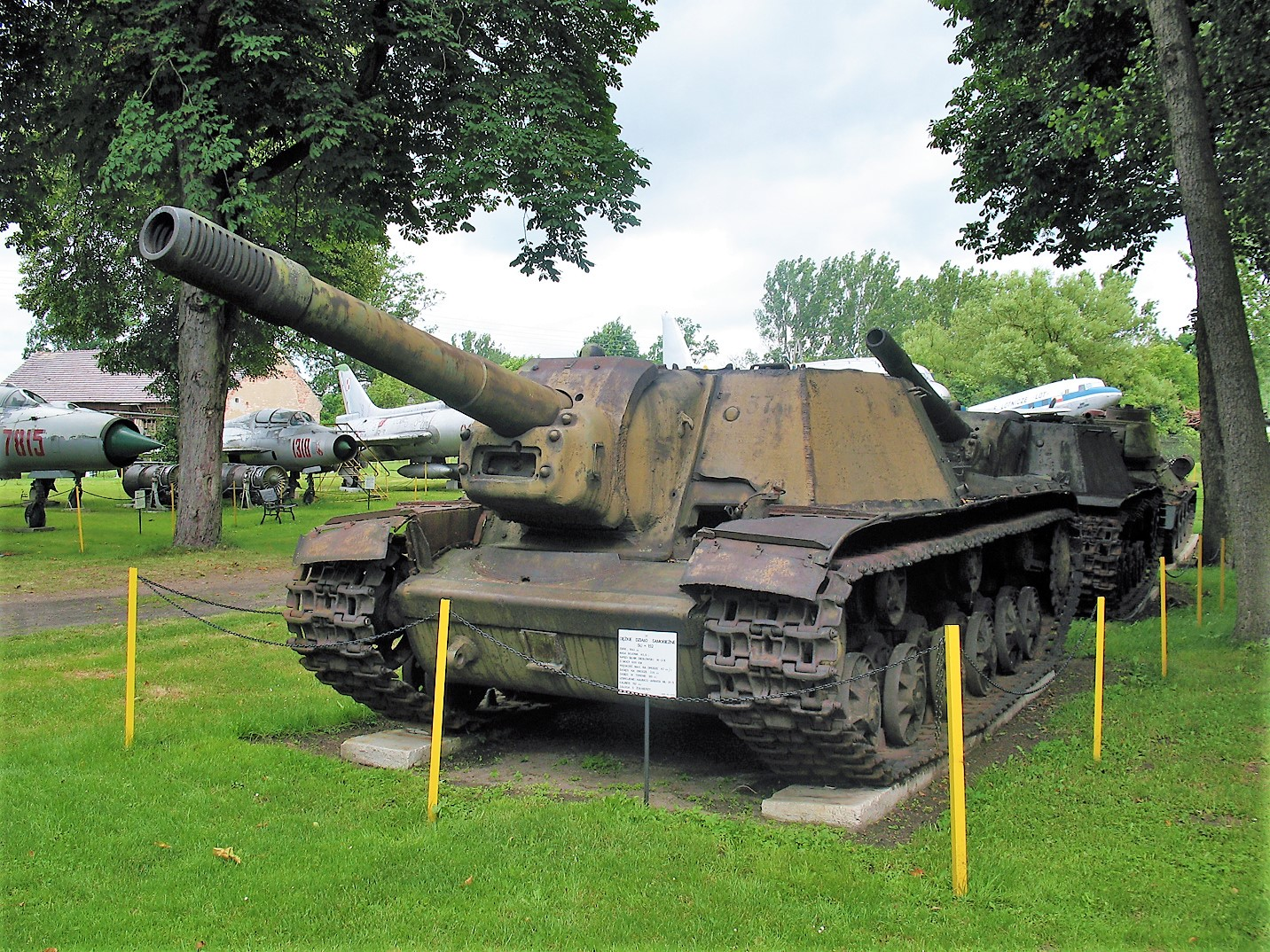
СУ-152

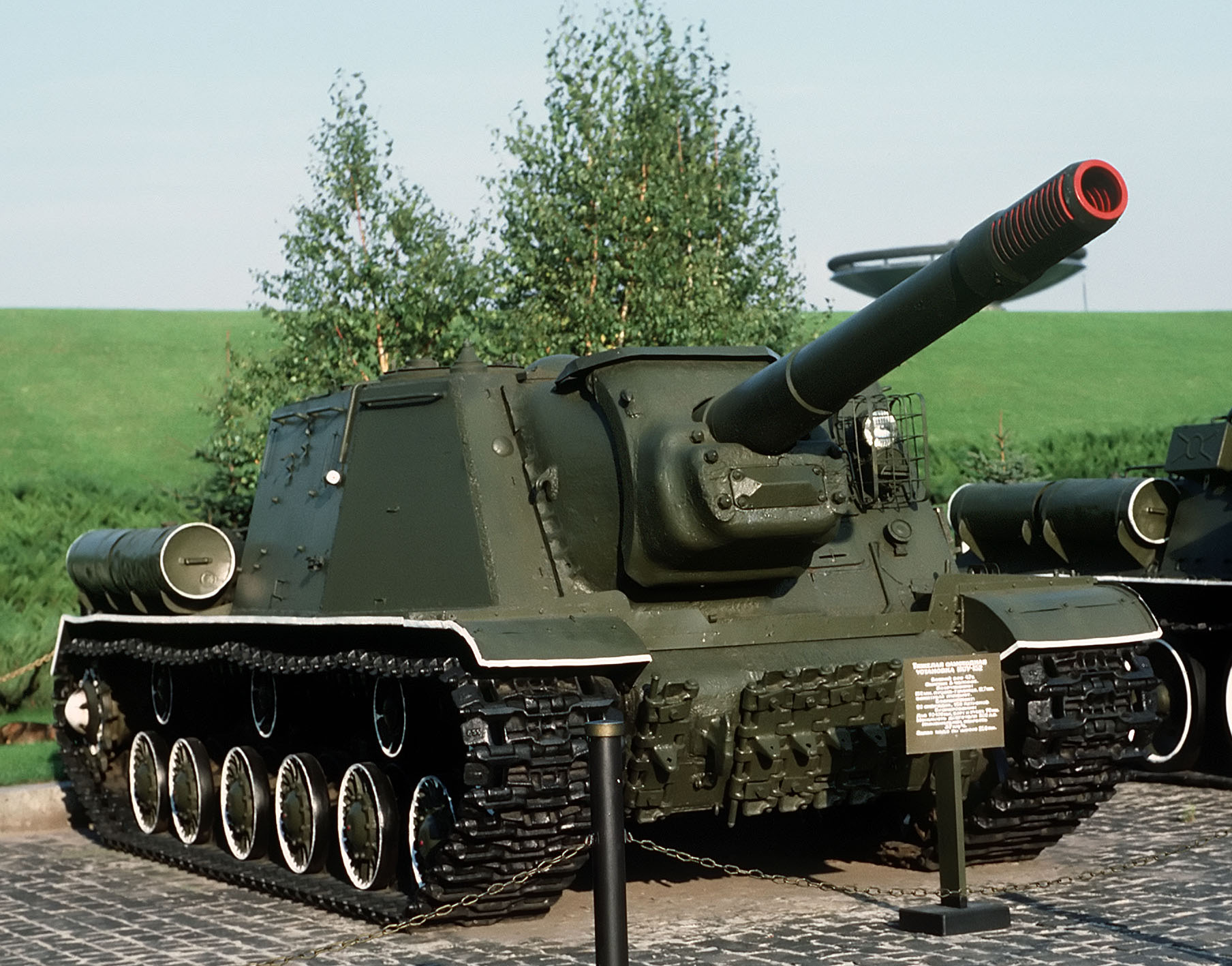
ИСУ-152

1536-й тяжёлый самоходно-артиллерийский Новгородский полк — воинское подразделение Вооружённых сил СССР в Великой Отечественной войне.

## История
Сформирован в городе Челябинске в апреле 1943 года как 1536-й тяжёлый самоходный артиллерийский полк. 
1 мая 1943 года полк прибыл в Москву и разместился на станции Мытищи. Здесь происходило дальнейшее сколачивание подразделений, изучение материальной части, пополнение боевой техникой. До 21 мая были получены: командирский танк КВ-1С, бронемашина БА-64, 3 автомашины «Виллис», 2 мотоцикла для взвода разведки, 2 американских гусеничных тягача НД-7 и 1 колесно-гусеничный тягач ЗИС-42 для взвода эвакуации, автомашины ГАЗ-АА и 6 ЗИС-5, 1 топливозаправщик «ПЗС» и 1 мастерская на базе ЗИС-5. Всего полк имел к началу боевых действий 12 САУ, тяжёлый танк KB, бронемашину, 28 автомашин обеспечения и 3 тягача.
В составе действующей армии:с 26.05.1943 по 29.09.1943 и с 06.01.1944 по 12.03.1944 года.
В мае прибыл на Западный фронт в район станции Сухиничи. В начале июля был передан 11-й гвардейской армии и в её составе участвовал в Орловской наступательной операции, где впервые вступил в бой с немецко-фашистскими захватчиками 12 июля в районе с. Ульяново (35 км юго-западнее г. Козельск). Во взаимодействии с другими частями и соединениями этой армии, входившей в состав Западного, с 30 июля Брянского фронтов, вёл упорные бои за освобождение г. Карачев (15 августа). 
В начале сентября в Брянской наступательной операции полк успешно выполнил задачу по поддержке частей армии в ходе форсирования р. Навля. В середине сентября 1943 года выведен в резерв Брянского фронта, а затем в резерв Ставки ВГК. 
В начале январе 1944 года вновь включён в действующую армию и вёл боевые действия в составе войск Волховского с 15 февраля Ленинградского фронтов. 
В январе — феврале 1944 года совместно с другими соединениями и частями 59-й армии принимал участие в Новгородско-Лужской наступательной операции. 
За отличие в боях при освобождении г. Новгород удостоен почётного наименования «Новгородского» (21 января 1944 года). 

12 марта 1944 года за боевые заслуги в боях с немецко-фашистскими захватчиками, высокую организованность и дисциплину личного состава был преобразован в гвардейский и получил наименование 378-го гвардейского тяжёлого самоходного артиллерийского полка  в Наро-Фоминске.
После окончания боевых действий на западе, в июле 1945, переправлен на Дальний Восток.
Закончил войну как 378-й гвардейский тяжёлый самоходно-артиллерийский Новгородский Краснознамённый орденов Суворова и Александра Невского полк

## Полное наименование
- 1536-й тяжёлый самоходно-артиллерийский Новгородский полк

## Подчинение
- на 01.04.1943	-УрВО
- на 01.05.1943	-МВО
- на 01.06.1943	-50-я А Западного фронта
- на 01.07.1943	-50-я А Западного фронта
- на 01.08.1943	-11-й гвардейской армии Западного фронта
- на 01.09.1943	-11-й гвардейской армии Брянского фронта
- на 01.10.1943	-11-й гвардейской армии Брянского фронта
- на 01.11.1943	-РВГК
- на 01.12.1943	-РВГК
- на 01.01.1944	-РВГК
- на 01.02.1944	-Волховский фронт
- на 01.03.1944	-Ленинградский фронт

## Командиры
- В. М. Терентьев, майор, с ноября 1943 подполковник, с ноября 1944 полковник

## Награды и наименования
За отличие в боях при освобождении г. Новгород удостоен почётного наименования «Новгородского» (21 января 1944 года)